# Paragagrella mysorea
Paragagrella mysorea is een hooiwagen uit de familie Sclerosomatidae.